# Peter McCabe
Peter McCabe, är en skådespelare. McCabe är troligtvis mest känd för sin skildring av Cpl. Donald Hoobler i den prisbelönade serien Band of Brothers.

## Filmografi

### Filmer
- 2011 – Wild Bill
- 2004 – George and the Dragon
- 2003 – Doc Martin and the Legend of the Cloutie (TV-film)
- 1999 – Lighthouse
- 1999 – Virtual Sexuality
- 1999 – Butterfly Collectors (TV-film)
- 1995 – Pictures of Baby Jane Doe

### TV-serier
- 2010 - The Bill (2 avsnitt)
- 2002 - EastEnders (? avsnitt)
- 2001 - Band of Brothers (6 avsnitt)
- 1999 - Läkarna på landet (1 avsnitt)
- 1998 - The Jump (1 avsnitt)